# メソジスト監督派教会女性海外伝道協会

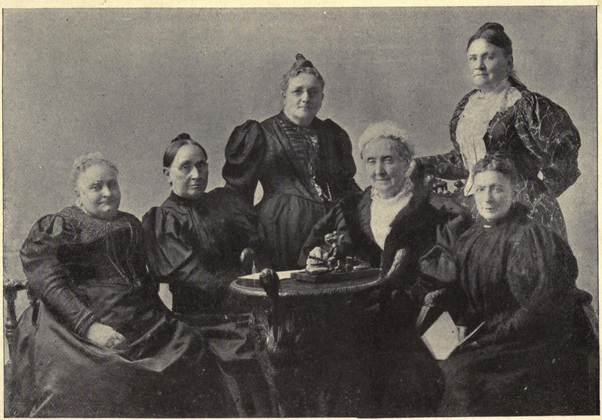
女性海外伝道協会の創立者たち

メソジスト監督派教会女性海外伝道協会（めそじすとかんとくはきょうかい じょせいかいがいでんどうきょうかい、英語: Woman's Foreign Missionary Society of the Methodist Episcopal Church, WFMS）は、19世紀アメリカのプロテスタント教会の伝道団体である。1869年3月、ボストン（マサチューセッツ州）のトレモント・ストリート・メソジスト監督派教会で設立された。多いときは会員数 153,584名を擁するアメリカ合衆国最大の女性海外伝道協会であった。機関紙、''異教女性の友'' が1869年6月に発刊され、ハリエット・メリック・ワレンが24年間編集長をつとめた。

## 歴史
19世紀、アメリカのプロテスタント教会は海外伝道に力を注いだ。多くの宣教師を世界各地に送り出したが、ある日インドに派遣された宣教師の妻からメソジスト監督派教会に手紙がとどいた。支援が必要なインドの女性たちを、男性の宣教師は救済することができません。接触を禁じられているからです。女性の宣教師に来て欲しい、と。1869年、30の教会に声をかけたところ、8人の女性が手を挙げた。ルイス・フラダース夫人、トーマス・キングスベリー夫人、ウィリアム・B・メリル夫人、ロイス・リー・パーカー、トーマス・A・リッチ夫人、H.J.ストダード夫人、ウィリアム・バトラー夫人（クレメンティナ・ロウ・バトラー）そしてP.J.テイラー夫人がトレモント・ストリート・メソジスト監督派教会に集まった。女性だけの海外伝道協会を立ち上げることには教会内で反発があったが、資金援助を求めないことを条件に承認された。彼女たち8人の名前は、創始者として教会の窓に記されている。
1869年5月26日、第1回のパブリック・ミーティングが開かれた（ブロムフィールド・ストリートメソジスト監督派教会）。ここで提案された事項は引き続き実務会議にかけられ、投票によって予算をつけるかどうか決められた。皮切りの派遣はイザベラ・ソバーン（ジェームズ・ミルズ・ソバーン監督の妹）とクララ・スウェイン医師のインド行きであった。ソバーンは派遣資金の増額を、スウェインは現地医師の確保を要求し、どちらもみとめられた。2人は1869年11月3日、ニューヨークを発ち、イギリス経由で1870年1月のはじめにインドに着いた。温かい歓迎を受けた後、ソバーンは学校の建設と聖書朗読者の指導、スウェインは各地での医療活動にスムーズにとりかかることができた。協会は医師の資格を持つ宣教師を、インドのほか、清国、朝鮮、日本などにはじめて派遣した 。
1884年、ニューヨーク州法により協会は法人化された。全米に支部を広げ、支部の下に補助協会 (auxiliary society)をおいて，単独教派では初めて全国規模の女性組織を作り上げた。支部の数は1984年は6、1903年は11であった。最初の支部はニューイングランド、最後はコロンビアリバーであった。教会からは金銭的援助がないため、会員からの寄付、および機関紙の売上が収入源であった。初年、1869年の機関紙の定期購読数は4,000に過ぎなかったが、翌年には12,000、1872年には25,000まで延びた。子供向けの頁を設け、女性宣教師から送られてきた各地の童話や子供の話を掲載するなどして幅広く読者を獲得した。1869年には4,546ドルであった協会の収入は、1903年には491,091ドル（総計、6,850,853ドル）になっていた。
1903年までの34年間に265人の宣教師がインド、清国、日本、朝鮮、アフリカ、ブルガリア、イタリア、南アフリカ、メキシコ、フィリピンに派遣された。大学、高校、女学校、病院、診療所、日曜学校などを通じて、あるいは「移民」によって、キリスト教の伝道を行った 。
来日した女性宣教師は，まず横浜，東京，函館，長崎、ついで福岡，名古屋，弘前，仙台，米沢， 鹿児島，熊本，大館に女学校を設立した。女子教育を行いながら，キリスト教の伝道を行った。明治末までにメソジスト監督派教会女性海外伝道協会から日本に派遣された女性宣教師の数は、83名にのぼった。

## 著名な出身者
- Lucinda L. Combs
- Annie Maria Barnes
- Susan Hammond Barney
- Anna Fisher Beiler
- Sophia Blackmore
- Ariel Serena Hedges Bowen
- Lucilla Green Cheney
- Mary Helen Peck Crane
- Hü King Eng
- Mary Porter Gamewell
- Annie Ryder Gracey
- Lucinda Barbour Helm
- Louise Manning Hodgkins
- Caroline Elizabeth Merrick
- Mary A. Miller
- Nancie Monelle
- Cornelia Moore Chillson Moots
- Mary Clarke Nind
- Esther Pak
- Anna Campbell Palmer
- Rebecca Parrish
- Jane Bancroft Robinson
- Mary F. Scranton
- Liang May Seen
- Cora E. Simpson
- Susan J. Swift Steele
- Lucy Robbins Messer Switzer
- Mary Sparkes Wheeler
- Charlotte Frances Wilder
- Zara A. Wilson
- Annie Turner Wittenmyer
- Mary Q. Porter
- Maria Kane Brown
- ドーラ・E・スクーンメーカー
- エリザベス・ラッセル
- ジェニー・マーガレット・ギール
- オーガスタ・デカルソン
- 大山捨松
- クララ・スウェイン（英語版）
- イザベラ・ソバーン（英語版）

### 帰属先
- この記事には現在パブリックドメインとなったBaker, Frances J. (1898). The story of the Woman's Foreign Missionary Society of the Methodist Episcopal Church, 1869-1895 (Public domain ed.). Curts & Jennings. p. 16からの記述が含まれています。

- この記事には現在パブリックドメインとなったHowe, Julia Ward; Graves, Mary Hannah (1904). Representative Women of New England (Public domain ed.). New England Historical Publishing Company. p. 97からの記述が含まれています。

## 関連した文献
- Baker, Frances J. (1895). The Story of the Woman's Foreign Missionary Society of the Methodist Episcopal Church, 1869-1895 (Public domain ed.). Curts & Jennings
- Gracey, Mrs. J. T. (1888). Medical Work of the Woman's Foreign Missionary Society: Methodist Episcopal Church [with Supplement] (Public domain ed.). Woman's Foreign Missionary Society, Methodist Episcopal Church. ISBN 9780837012193
- Methodist Episcopal Church. Woman's Foreign Missionary Society. Northwestern Branch (1889). Annual Report of the Northwestern Branch of the Woman's Foreign Missionary Society of the Methodist Episcopal Church (Public domain ed.). Northwestern Branch
- Woman's Foreign Missionary Society of the Methodist Episcopal Church (1886). Annual Report (Public domain ed.). Charles A. Coffin. pp. 4–